# São José do Egito
São José do Egito este un oraș în Pernambuco (PE), Brazilia.